# Audouinia
Audouinia, biljni rod iz porodice Bruniaceae, dio reda brunijolike. Pripada mu pet vrsta iz provincija Cape u Južnoj Africi

## Vrste
1. Audouinia capitata (L.) Brongn.
2. Audouinia esterhuyseniae (Powrie) A.V.Hall
3. Audouinia hispida (Pillans) Class.-Bockh. & E.G.H.Oliv.
4. Audouinia laevis (Pillans) A.V.Hall
5. Audouinia laxa (Thunb.) A.V.Hall

## Sinonimi
- Moesslera Rchb.
- Pavinda Thunb. ex Bartl.
- Tittmannia Brongn.